# Fryske Nasjonale Partij
Die Fryske Nasjonale Partij (FNP; deutsch Friesische Nationale Partei) ist eine Partei in den Niederlanden. Aktiv ist sie in der Provinz Friesland. Sie sieht sich als Vertretung der friesischen Minderheit. In der Provinzregierung vertritt sie Klaas Fokkinga.
In der Ersten Kammer des nationalen Parlamentes ist die FNP nie direkt vertreten gewesen. Zusammen mit anderen Regionalparteien unterstützt sie jedoch ein gemeinsames Kammer-Mitglied, das Onafhankelijke Politiek Nederland (OPNL) genannt wird.

## Geschichte
Die FNP wurde im Jahr 1962 gegründet und war die erste niederländische Partei, die sich allein auf eine Region konzentrierte. Heute ist die FNP in vielen Gemeinderäten vertreten. Bei den Wahlen zum Provinzparlament im Jahr 2023 hat sie 8,0 Prozent der Stimmen erhalten.

## Ausrichtung
Die FNP vertritt eine linke und stark föderalistische Politik. Sie spricht sich für größere Autonomie der niederländischen Provinzen, die offizielle Anerkennung der friesischen Sprache und eine Kontrolle der friesischen Provinzregierung über die Erdgasvorräte der Provinz aus. Sie ist Mitglied der Europäischen Freien Allianz (EFA), der Europapartei der Regionalparteien.